# Apple A9X
Apple A9X — 64-бітний ARM-мікропроцесор компанії Apple із серії Apple Ax. Він вперше з'явився в iPad Pro, який був презентований 9 вересня 2015 і вийшов 11 листопада того ж року. Це варіант мікропроцесора Apple A9, і Apple стверджує, що він має в 1,8 рази продуктивніший процесор і вдвічі продуктивніший графічний рушій ніж у свого попередника, Apple A8X, що використовувався зокрема в iPad Air 2.

## Опис
Процесорне ядро, що використовується в A9X являє собою третє покоління 64-бітових ARM-ядер розробки Apple.
У порівнянні з чипом Apple A8X, вдвічі була збільшена пропускна здатність пам'яті. Чип містить в собі співпроцесор M9 для обробки даних з датчиків.

## Використання
Пристрої, що використовують мікропроцесор Apple A9:
- iPad Pro — з листопада 2015.